# Kabinett Diederichs IV
Das Kabinett Diederichs IV bildete nach der Landtagswahl am 4. Juni vom 5. Juli 1967 bis zum 8. Juli 1970 die Niedersächsische Landesregierung. Die Regierung wurde mit der Neuwahl des Landtags 1970 beendet.
| Amt                                                | Name                | Partei | Partei |
| -------------------------------------------------- | ------------------- | ------ | ------ |
| Ministerpräsident                                  | Georg Diederichs    |        | SPD    |
| Stellvertreter des Ministerpräsidenten             | Richard Langeheine  |        | CDU    |
| Kultus                                             | Richard Langeheine  |        | CDU    |
| Inneres                                            | Richard Lehners     |        | SPD    |
| Wirtschaft und Verkehr                             | Karl Möller         |        | CDU    |
| Ernährung, Landwirtschaft und Forsten              | Wilfried Hasselmann |        | CDU    |
| Finanzen                                           | Alfred Kubel        |        | SPD    |
| Justiz                                             | Gustav Bosselmann   |        | CDU    |
| Soziales                                           | Kurt Partzsch       |        | SPD    |
| Bundesangelegenheiten, Vertriebene und Flüchtlinge | Herbert Hellmann    |        | SPD    |